# Anssi Pentsinen
Anssi Pentsinen, né le 30 août 1986 à Jämsä, est un fondeur finlandais. 

## Biographie
Actif au niveau international depuis 2005, il fait ses débuts en Coupe du monde en mars 2008, marquant ses premiers points en fin d'année 2010 à Kuusamo (18e). Spécialiste du sprint, il obtient son meilleur résultat dans la discipline avec une quatrième place en décembre 2011 à Düsseldorf (en style libre). Il participe aux Jeux olympiques de Sotchi en février 2014, où il éliminé dans le sprint libre en qualifications avec le 34e temps. En grand championnat, son meilleur résultat est seizième du sprint classique aux Championnats du monde 2013 à Val di Fiemme.
En 2018, il effectue sa deuxième meilleure saison en Coupe du monde avec le 54e rang au général, mais il est sélectionné sur une course de distance aux Jeux olympiques de Pyeongchang, le quinze kilomètres libre, terminant 51e. Il a remporté le titre national dans cette discipline aussi en 2018.
Il prend sa retraite sportive en 2019. Depuis, il a fondé une nouvelle école de ski et ouvert un magasin avec Ville Nousiainen.

## Palmarès

### Jeux olympiques d'hiver
| Épreuve / Édition   | Sprint                           | Sprint                           | 15 km                            | 15 km                            | Poursuite 2 × 15 km | 50 km | Relais | Relais    |
| Épreuve / Édition   | libre                            | classique                        | libre                            | classique                        | Poursuite 2 × 15 km | 50 km | Sprint | 4 × 10 km |
| JO 2014 Sotchi      | 34e                              | Épreuve inexistante à cette date | Épreuve inexistante à cette date | —                                | —                   | —     | —      | —         |
| JO 2018 Pyeongchang | Épreuve inexistante à cette date | —                                | 51e                              | Épreuve inexistante à cette date | —                   | —     | —      | —         |

### Championnats du monde
| Épreuve / Édition           | Sprint                           | Sprint                           | 15 km                            | 15 km                            | Relais | Relais    |
| Épreuve / Édition           | libre                            | classique                        | libre                            | classique                        | Sprint | 4 × 10 km |
| Mondiaux 2011 Oslo          | 32e                              | Épreuve inexistante à cette date | Épreuve inexistante à cette date | -                                | —      | —         |
| Mondiaux 2013 Val di Fiemme | Épreuve inexistante à cette date | 16e                              |                                  | Épreuve inexistante à cette date | 16e    | —         |
| Mondiaux 2015 Falun         | Épreuve inexistante à cette date | 22e                              | -                                | Épreuve inexistante à cette date | —      | —         |
| Mondiaux 2017 Lahti         | 29e                              | Épreuve inexistante à cette date | Épreuve inexistante à cette date | -                                | -      | -         |
| Mondiaux 2019 Seefeld       | 36e                              | Épreuve inexistante à cette date | Épreuve inexistante à cette date | 32e                              | -      | -         |

### Coupe du monde
- Meilleur classement général : 53e en 2013.
- Meilleur classement en sprint : 17e en 2013.
- Meilleur résultat individuel : 4e.

#### Classements en Coupe du monde
| Année     | Classement général final | Classement distance | Classement sprint |
| 2010-2011 | 111e                     | -                   | 64e               |
| 2011-2012 | 56e                      | -                   | 20e               |
| 2012-2013 | 53e                      | -                   | 17e               |
| 2013-2014 | 80e                      | -                   | 35e               |
| 2014-2015 | 89e                      | -                   | 42e               |
| 2015-2016 | 71e                      | 93e                 | 32e               |
| 2016-2017 | 102e                     | -                   | 50e               |
| 2017-2018 | 54e                      | 76e                 | 26e               |
| 2018-2019 | 111e                     | -                   | 59e               |

### Championnats de Finlande
- Champion sur quinze kilomètres libre en 2018.